# Franco Castellano (regista)
Franco Castellano (Roma, 20 giugno 1925 – Roma, 28 dicembre 1999) è stato un regista e sceneggiatore italiano, che con Pipolo ha formato la coppia nota come Castellano e Pipolo, definita dal critico cinematografico Morando Morandini la "coppia carbone", per la ripetitività e la piattezza delle sceneggiature di gran parte dei film da loro scritti e diretti a cavallo tra gli anni settanta e ottanta.

## Biografia

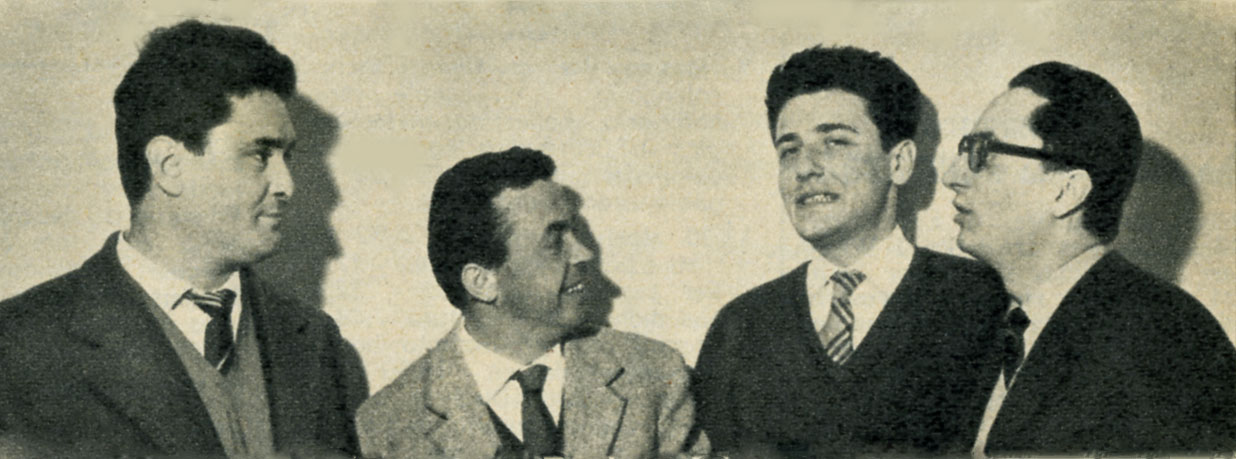
Castellano, De Palma, Pipolo e Vighi nella sede di Radio Rai di Roma per il programma "Operazione Rock and Roll" nel 1957

Umorista, autore televisivo, soggettista, sceneggiatore e regista cinematografico. Nato a Roma nel 1925, e morto il 28 dicembre 1999, sempre nella capitale, poco prima di raggiungere l'ultimo anno del suo secolo. Con Giuseppe Moccia, in arte Pipolo, ha formato, dalla fine degli anni cinquanta, la coppia artistica nota come Castellano & Pipolo. Laureatosi in ingegneria civile dopo una breve parentesi lavorativa come ingegnere ha iniziato la sua carriera artistica disegnando vignette alla rivista satirica Il Marc'Aurelio dove ha conosciuto Pipolo, anche lui vignettista. Lavorando sempre insieme a Pipolo per oltre quarant'anni ha firmato alcuni dei più bei varietà televisivi degli anni sessanta come Studio Uno; Scala reale; Johnny Sera; Che domenica amici, oltre a varie Canzonissime e, negli anni ottanta, il discusso Fantastico di Adriano Celentano.
Per il cinema ha scritto quasi cento film come sceneggiatore e di questi venti come regista. Tra i titoli più noti degli anni sessanta ci sono Totòtruffa 62 con Totò, Il federale e La voglia matta con Ugo Tognazzi. Negli anni ottanta è arrivato al grande successo di pubblico con alcune commedie campioni d'incasso come Il bisbetico domato; Innamorato pazzo; Mani di velluto e Grand Hotel Excelsior, tutte interpretate da Celentano. Ha anche scritto alcune canzoni, come la celebre La notte è piccola, lanciata nel 1965 dalle Gemelle Kessler e ideato pupazzi televisivi amatissimi dai bambini come Provolino e Fanella.
Nel 1958 nasce la figlia Marina, e nel 1963 il figlio Lorenzo che seguirà le orme paterne.

## Filmografia

### Regia e sceneggiatura
- I marziani hanno 12 mani (1964)
- Zio Adolfo in arte Führer (1978)
- Sabato, domenica e venerdì, episodio "Venerdì" (1979)
- Mani di velluto (1979)
- Il bisbetico domato (1980)
- Mia moglie è una strega (1980)
- Asso (1981)
- Innamorato pazzo (1981)
- Grand Hotel Excelsior (1982)
- Attila flagello di Dio (1982)
- Segni particolari: bellissimo (1983)
- Il ragazzo di campagna (1984)
- College (1984)
- È arrivato mio fratello (1985)
- Grandi magazzini (1986)
- Il burbero (1986)
- Mia moglie è una bestia (1988)
- Occhio alla perestrojka (1990)
- Saint Tropez - Saint Tropez (1992)
- Ci hai rotto papà (1993)

### Solo sceneggiatura
- Marinai, donne e guai, regia di Giorgio Simonelli (1958)
- Perfide ma... belle, regia di Giorgio Simonelli (1958)
- Tipi da spiaggia, regia di Mario Mattoli (1959)
- Il nemico di mia moglie, regia di Gianni Puccini (1959)
- Guardatele ma non toccatele, regia di Mario Mattoli (1959)
- Quel tesoro di papà, regia di Marino Girolami (1959)
- Noi siamo due evasi, regia di Giorgio Simonelli (1959)
- Tu che ne dici?, regia di Silvio Amadio (1960)
- Signori si nasce, regia di Mario Mattoli (1960)
- I baccanali di Tiberio, regia di Giorgio Simonelli (1960)
- Totò, Fabrizi e i giovani d'oggi, regia di Mario Mattoli (1960)
- Caccia al marito, regia di Marino Girolami (1960)
- Meravigliosa, regia di Carlos Arévalo e Siro Marcellini (1960)
- Mariti a congresso, regia di Luigi Filippo D'Amico (1961)
- Totòtruffa 62, regia di Camillo Mastrocinque (1961)
- Pugni pupe e marinai, regia di Daniele D'Anza (1961)
- La ragazza sotto il lenzuolo, regia di Marino Girolami (1961)
- Cacciatori di dote, regia di Mario Amendola (1961)
- Il federale, regia di Luciano Salce (1961)
- Totò di notte n. 1, regia di Mario Amendola (1962)
- La voglia matta, regia di Luciano Salce (1962)
- I tre nemici, regia di Giorgio Simonelli (1962)
- Diciottenni al sole, regia di Camillo Mastrocinque (1962)
- 5 marines per 100 ragazze, regia di Mario Mattoli (1962)
- I tromboni di Fra' Diavolo, regia di Giorgio Simonelli e Miguel Lluch (1962)
- I motorizzati, regia di Camillo Mastrocinque (1962)
- Le monachine, regia di Luciano Salce (1963)
- I 4 tassisti, regia di Giorgio Bianchi (1963)
- Il giovedì, regia di Dino Risi (1963)
- Le ore dell'amore, regia di Luciano Salce (1963)
- Obiettivo ragazze, regia di Mario Mattoli (1963)
- Gli imbroglioni, regia di Lucio Fulci (1963)
- Extraconiugale, episodi "La doccia" di Massimo Franciosa e "La moglie svedese" di Giuliano Montaldo (1964)
- I maniaci, regia di Lucio Fulci (1964)
- Le pistole non discutono, regia di Mario Caiano (1964) (in questo film Castellano e Pipolo si firmano rispettivamente Franz Waller e Donald Mooch)
- I due pericoli pubblici, regia di Lucio Fulci (1964)
- Soldati e caporali, regia di Mario Amendola (1965)
- Oggi, domani, dopodomani, episodio "La moglie bionda", regia di Luciano Salce (1965)
- I soldi, regia di Gianni Puccini (1965)
- Slalom, regia di Luciano Salce (1965)
- Le sedicenni, regia di Luigi Petrini (1965)
- Due marines e un generale, regia di Luigi Scattini (1966)
- Le spie vengono dal semifreddo, regia di Mario Bava (1966)
- Come imparai ad amare le donne, regia di Luciano Salce (1966)
- Arrriva Dorellik, regia di Steno (1967)
- La feldmarescialla. Rita fugge... lui corre... egli scappa, regia di Steno (1967)
- Io non scappo... fuggo, regia di Franco Prosperi (1970)
- Il furto è l'anima del commercio!?..., regia di Bruno Corbucci (1971)
- Il sindacalista, regia di Luciano Salce (1972)
- La vita, a volte, è molto dura, vero Provvidenza?, regia di Giulio Petroni (1972)
- Il prode Anselmo e il suo scudiero, regia di Bruno Corbucci (1972)
- L'emigrante, regia di Pasquale Festa Campanile (1973)
- Un ufficiale non si arrende mai nemmeno di fronte all'evidenza, firmato Colonnello Buttiglione, regia di Mino Guerrini (1973)
- Il colonnello Buttiglione diventa generale, regia di Mino Guerrini (1973)
- Ci risiamo, vero Provvidenza?, regia di Alberto De Martino (1973)
- Professore venga accompagnato dai suoi genitori, regia di Mino Guerrini (1974)
- Brigitte, Laura, Ursula, Monica, Raquel, Litz, Maria, Florinda, Barbara, Claudia e Sofia, le chiamo tutte "anima mia", regia di Mauro Ivaldi (1974)
- Una matta, matta, matta corsa in Russia, regia di Franco Prosperi ed Eldar Ryazanov (1974)
- Di che segno sei?, regia di Sergio Corbucci (1975)
- Buttiglione diventa capo del servizio segreto, regia di Mino Guerrini (1975)
- Vinella e Don Pezzotta, regia di Mino Guerrini (1976)
- Dimmi che fai tutto per me, regia di Pasquale Festa Campanile (1976)
- Il soldato di ventura, regia di Pasquale Festa Campanile (1976)
- San Pasquale Baylonne protettore delle donne, regia di Luigi Filippo D'Amico (1976)
- Basta che non si sappia in giro, episodio "L'equivoco" di Luigi Comencini (1976)
- Il signor Robinson, mostruosa storia d'amore e d'avventure, regia di Sergio Corbucci (1976)
- Il... Belpaese, regia di Luciano Salce (1977)
- Tre tigri contro tre tigri, regia di Steno e Sergio Corbucci (1977)
- Per vivere meglio, divertitevi con noi, regia di Flavio Mogherini (1978)
- Io tigro, tu tigri, egli tigra, regia di Renato Pozzetto e Giorgio Capitani (1978)
- Dottor Jekyll e gentile signora, regia di Steno (1979)
- Zucchero, miele e peperoncino, regia di Sergio Martino (1980)
- Ricchi, ricchissimi... praticamente in mutande, regia di Sergio Martino (1982)
- Scuola di ladri, regia di Neri Parenti (1986)
- Scuola di ladri - Parte seconda, regia di Neri Parenti (1987)
- Panarea, regia di Pipolo (1997)
- Cucciolo, regia di Neri Parenti (1998)